# Škarda (ostrov)
Škarda (italsky Scarda) je neobydlený ostrov v Jaderském moři, administrativně součást Chorvatska. Nachází se západně od ostrova Pag, mezi ostrovy Premuda a Ist. Jeho rozloha činí 3,78 km2 a délka pobřeží je 13,322 km, nejvyšší bod ostrova má výšku 102 m (vrchol Veli Čimbel). Ostrov je zalesněný.
Až do 90. let 20. století zde byla na severním okraji u zálivu Trate osídlená vesnice stejného názvu s šestnácti domy, místní obyvatelé se ale vystěhovali. V roce 2001 zde byli ještě ve sčítání lidu evidováni čtyři obyvatelé.